# Gmina Södertälje
Gmina Södertälje (szw. Södertälje kommun) – gmina w Szwecji, położona w regionie administracyjnym (län) Sztokholm. Siedzibą władz gminy (centralort) jest Södertälje.

## Geografia

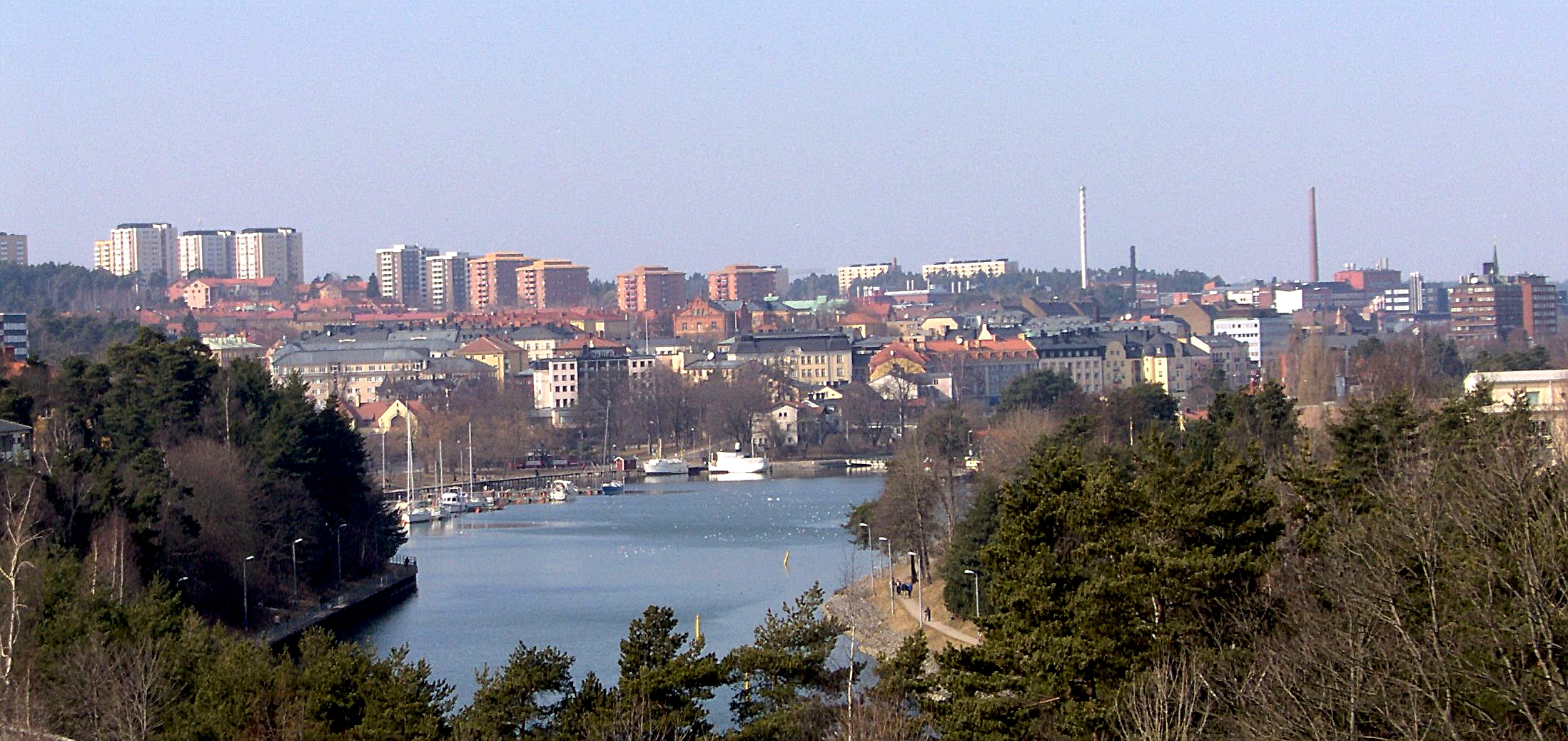
Widok na Södertälje

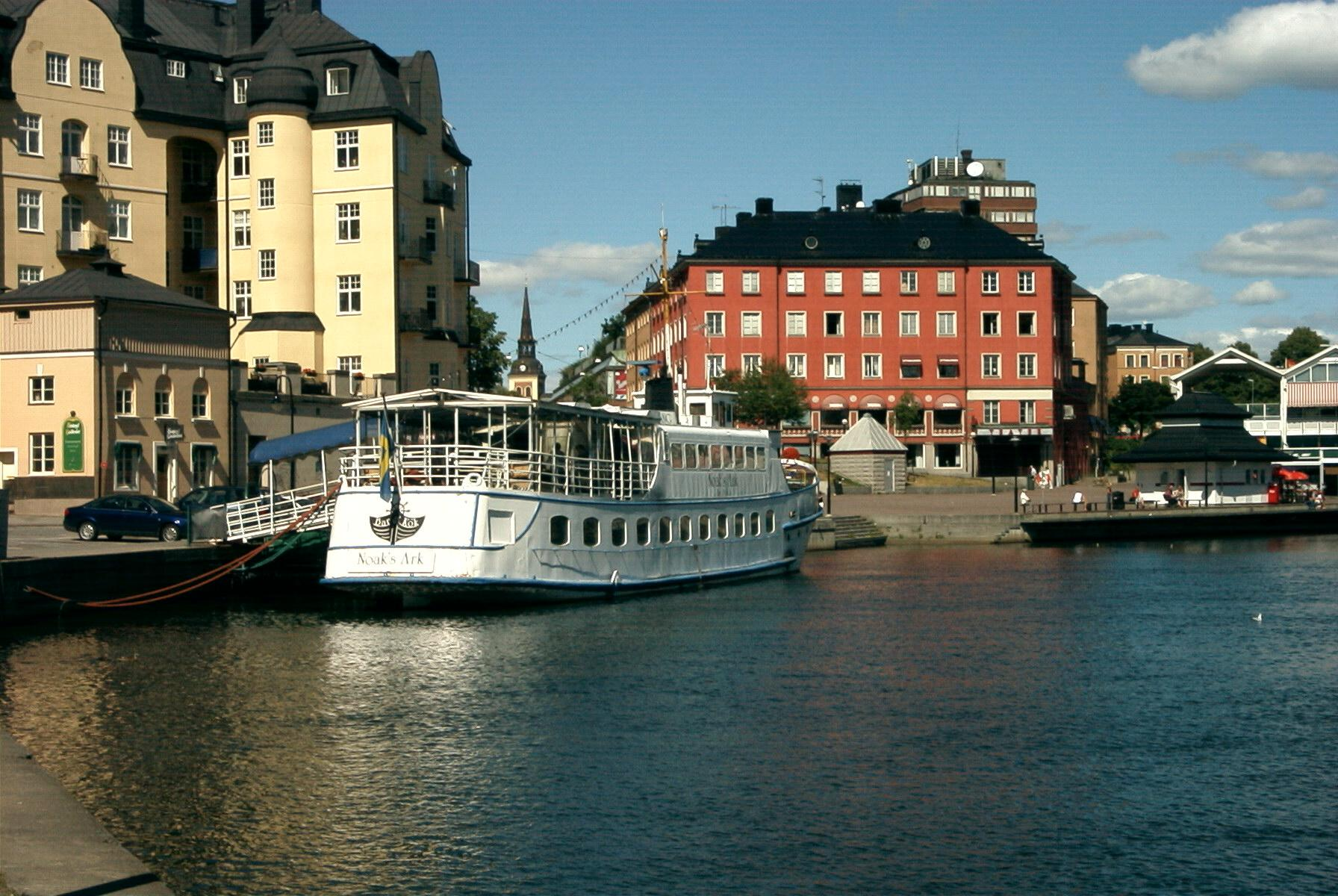
Södertälje

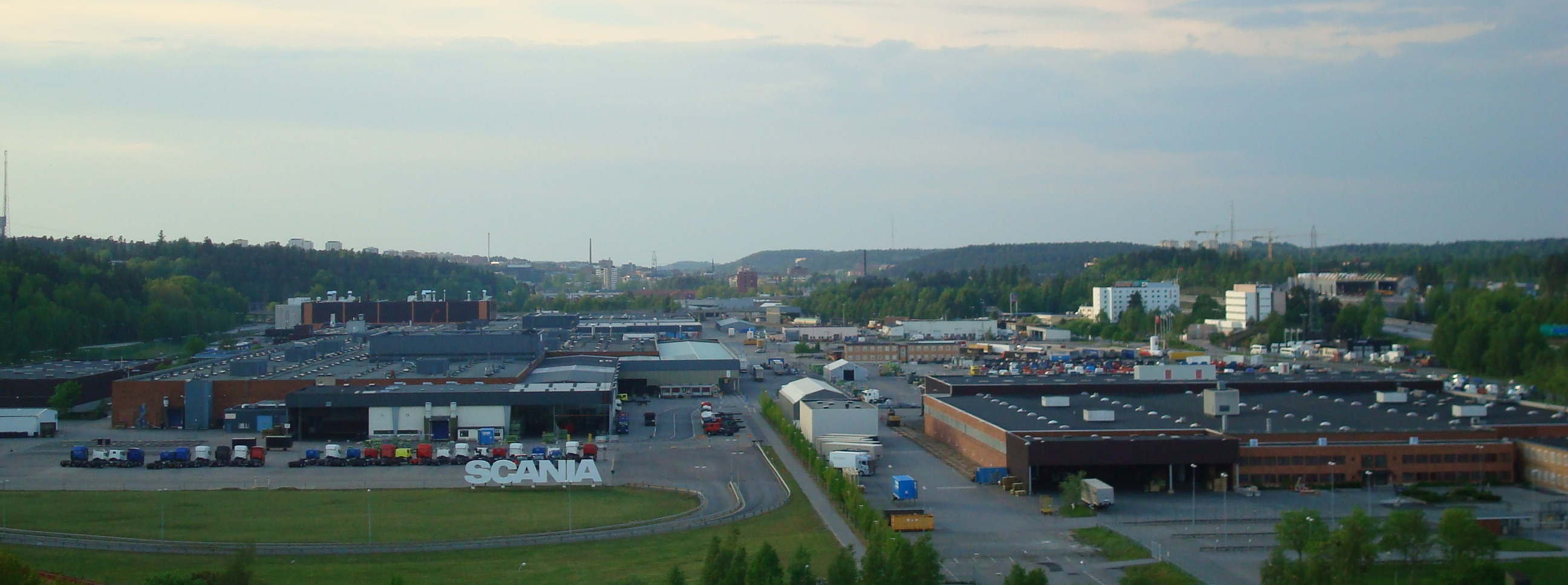
Zakłady Scania

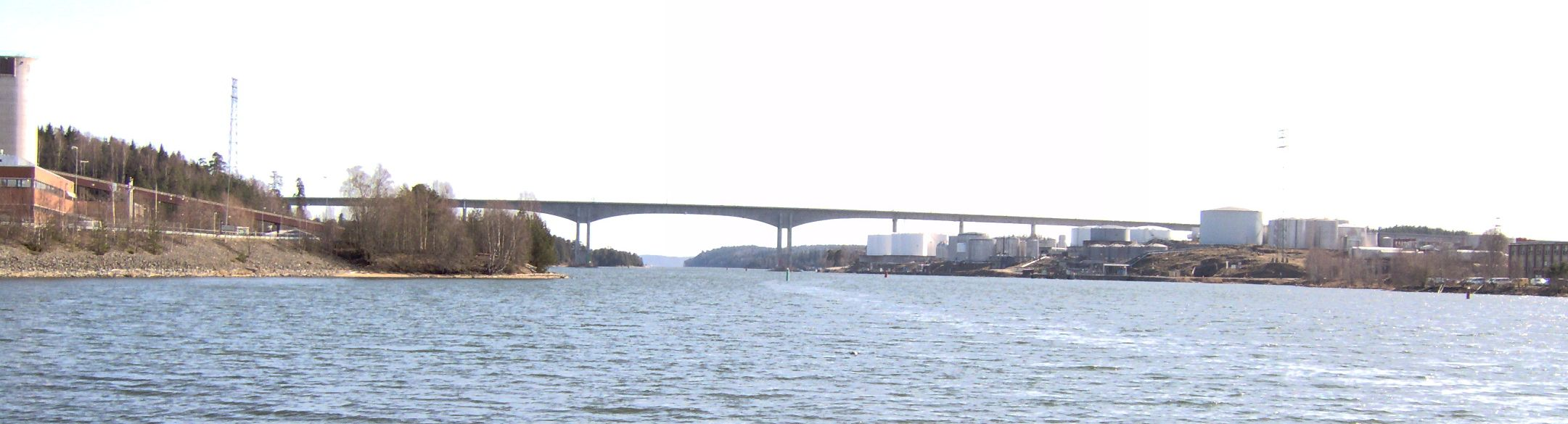
Most Igelsta

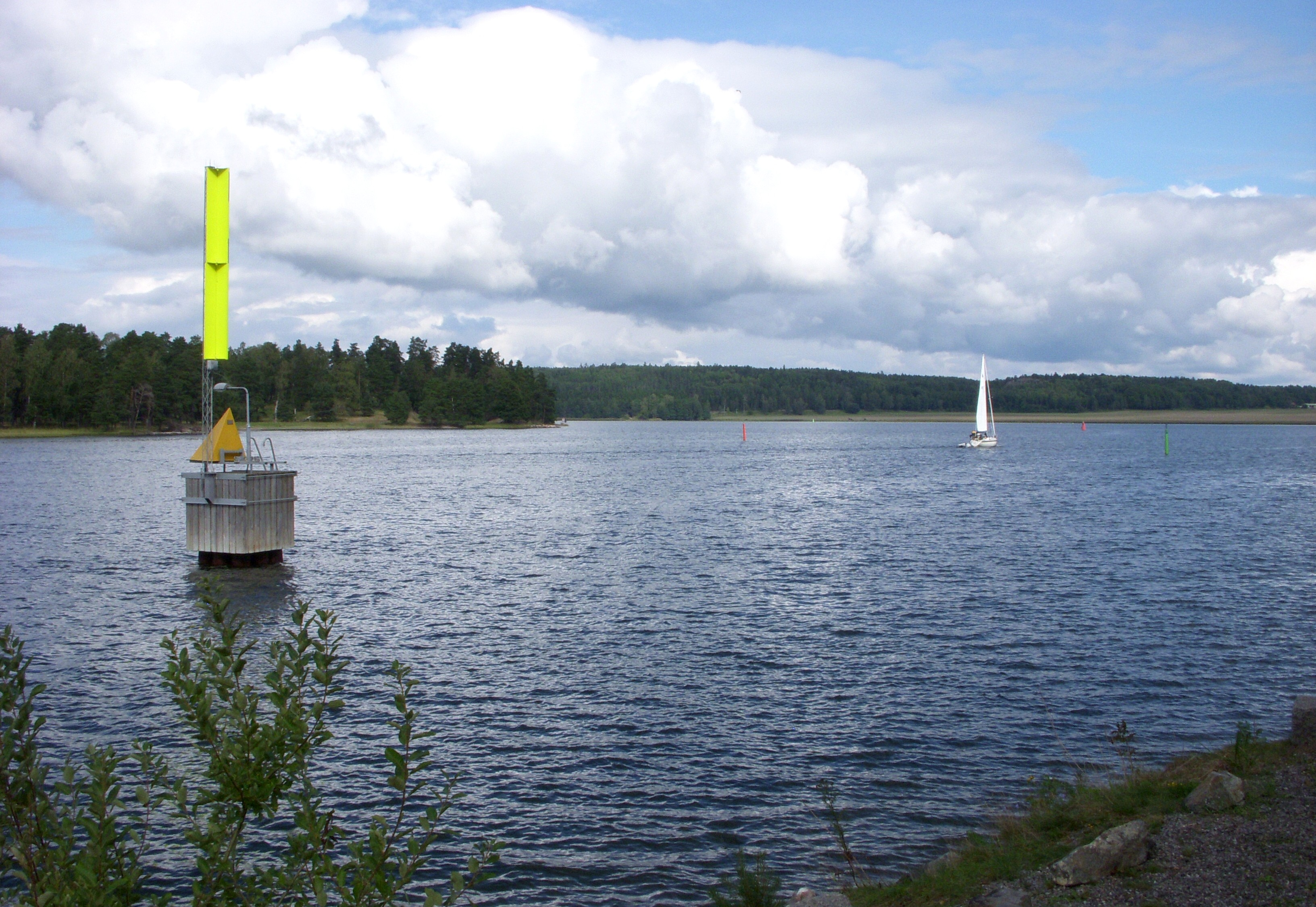
Hallsfjärden

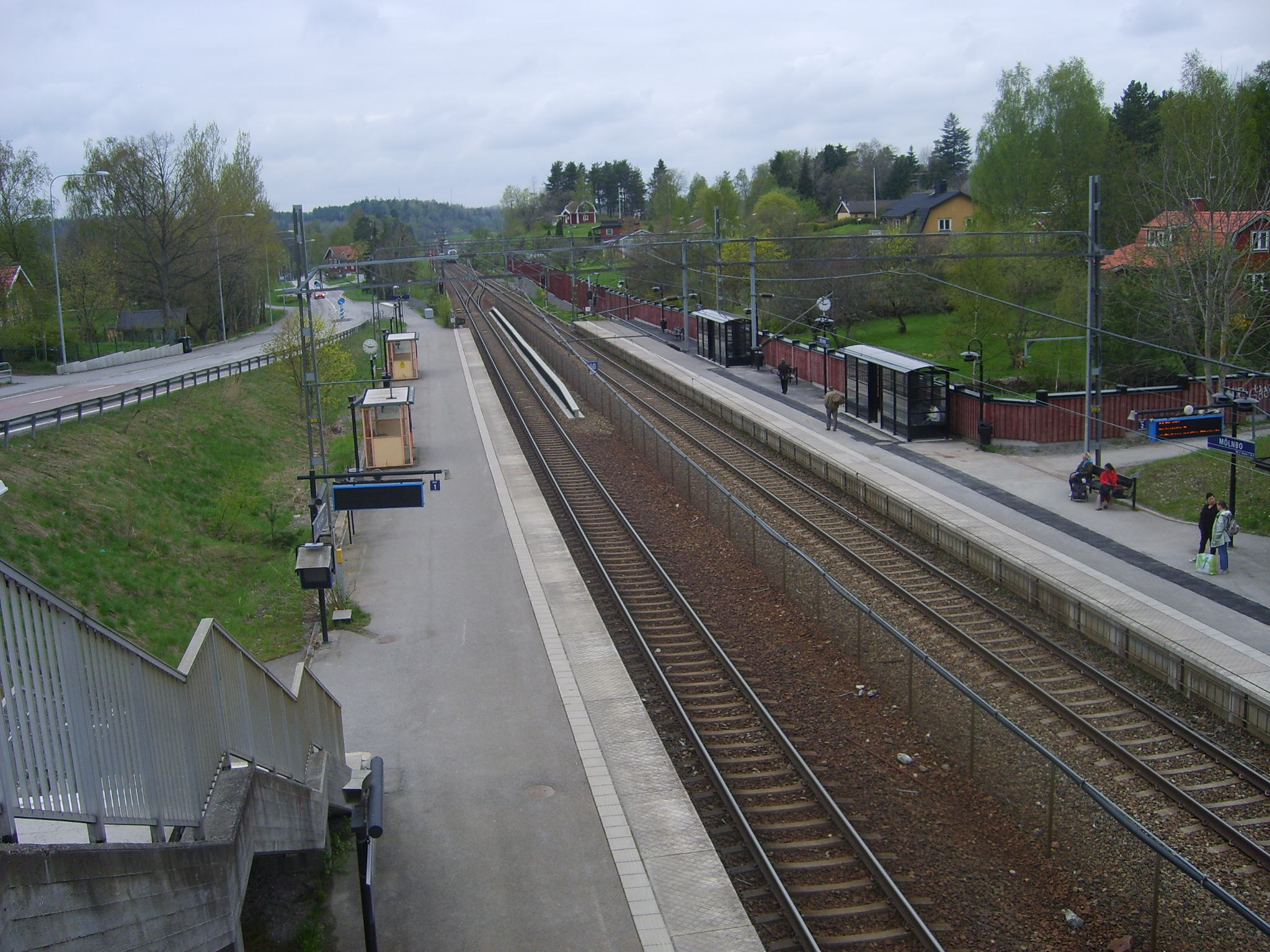
Stacja kolejowa w Mölnbo

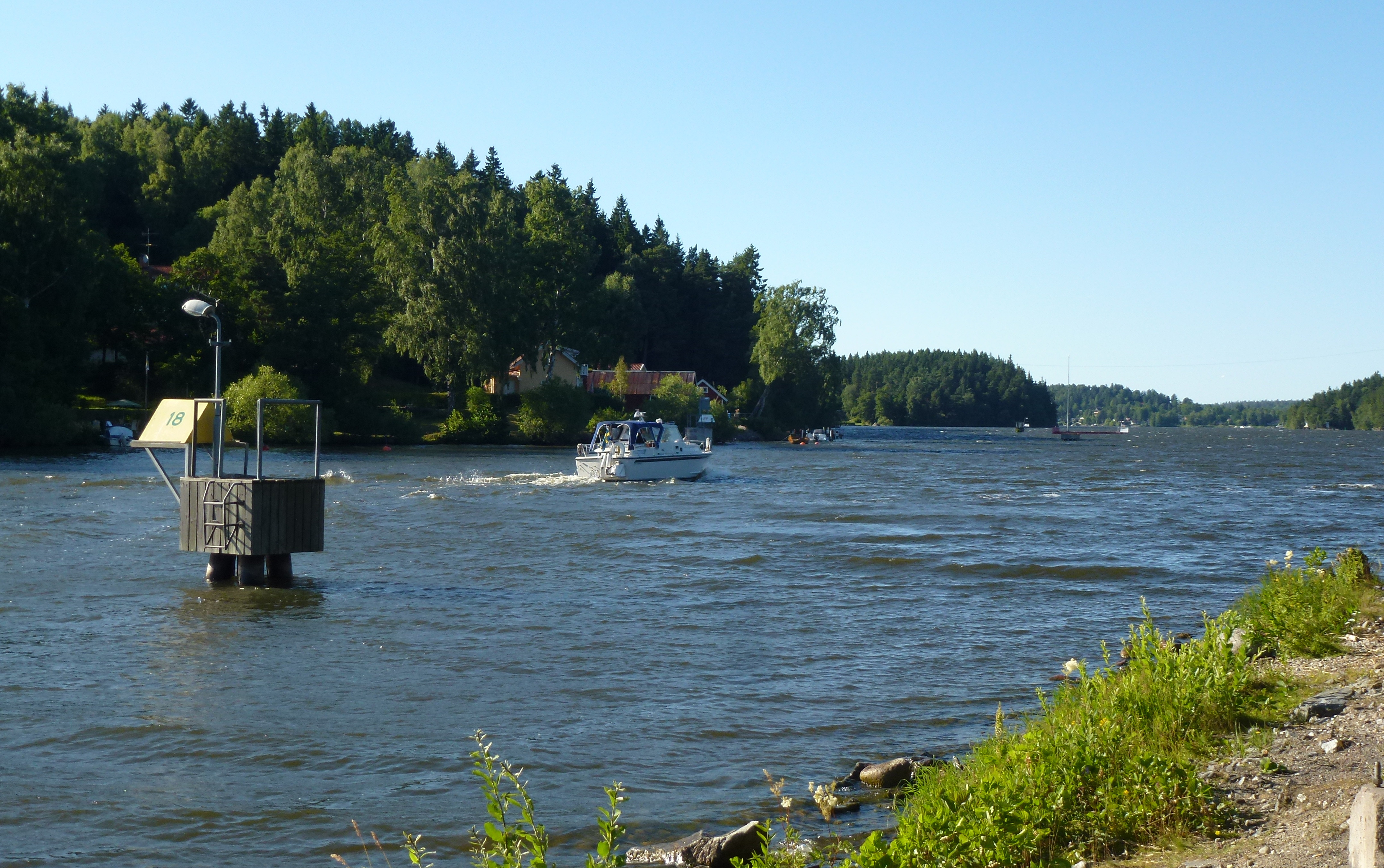
Linasundet

Gmina Södertälje położona jest w północno-wschodniej części prowincji historycznej (landskap) Södermanland. Graniczy z gminami (w kolejności od kierunku wschodniego):
- Salem
- Botkyrka
- Nynäshamn (przez Himmerfjärden i Svärdsfjärden)
- Trosa
- Gnesta
- Nykvarn

oraz przez jezioro Melar z gminami Strängnäs i Ekerö.
Według definicji Statistiska centralbyrån (SCB) gmina zaliczana jest do obszaru metropolitalnego Sztokholmu (Stor-Stockholm; pol. „Wielki Sztokholm”).

### Powierzchnia
Gmina Södertälje jest 167. pod względem powierzchni z 290 gmin Szwecji. Według danych pochodzących z 2013 r. całkowita powierzchnia gminy (bez obszaru morskiego) wynosi łącznie 610,23 km², z czego:
- 525,15 km² stanowi ląd
- 85,08 km² wody śródlądowe (w tym 52,48 km² wody jeziora Melar).

Do gminy Södertälje zalicza się także 84,01 km² obszaru morskiego.

## Demografia
31 grudnia 2013 r. gmina Södertälje liczyła 91 072 mieszkańców (20. pod względem zaludnienia z 290 gmin Szwecji), gęstość zaludnienia wynosiła 173,42 mieszkańców na km² lądu (32. pod względem gęstości zaludnienia z 290 gmin Szwecji).
Struktura demograficzna (31 grudnia 2013):
| Opis                              | Ogółem     | Ogółem     | Kobiety    | Kobiety    | Mężczyźni  | Mężczyźni  |
| --------------------------------- | ---------- | ---------- | ---------- | ---------- | ---------- | ---------- |
| jednostka                         | osób       | %          | osób       | %          | osób       | %          |
| populacja                         | 91 072     | 100        | 45 050     | 49,47      | 46 022     | 50,53      |
| powierzchnia                      | 610,23 km² | 610,23 km² | 610,23 km² | 610,23 km² | 610,23 km² | 610,23 km² |
| gęstość zaludnienia (mieszk./km²) | 173,42     | 173,42     |            |            |            |            |

## Miejscowości
Miejscowości (tätort, -er) gminy Södertälje (2010):
| Lp. | Miejscowość    | Liczba ludności |
| --- | -------------- | --------------- |
| 1   | Södertälje     | 64 619          |
| 2   | Järna          | 6 377           |
| 3   | Pershagen      | 2 216           |
| 4   | Hölö           | 1 400           |
| 5   | Mölnbo         | 1 052           |
| 6   | Ekeby          | 1 018           |
| 7   | Viksäter       | 459             |
| 8   | Östra Kallfors | 386             |
| 9   | Sandviken      | 338             |
| 10  | Vattubrinken   | 332             |
| 11  | Tuna           | 232             |
| 12  | Gnesta         | 84              |

## Wybory
Wyniki wyborów do rady gminy Södertälje (kommunfullmäktige) 2010 r.:
|  | Partia                         | Liczba głosów | Zmiana liczby głosów | Procent głosów | Zmiana % | Uzyskane mandaty | Zmiana liczby mandatów |
|  | ------------------------------ | ------------- | -------------------- | -------------- | -------- | ---------------- | ---------------------- |
|  | Moderaterna                    | 10 333        | +402                 | 21,90          | –0,55    | 15               | +1                     |
|  | Centerpartiet                  | 2046          | –653                 | 4,34           | –1,76    | 3                | –2                     |
|  | Folkpartiet                    | 2959          | –448                 | 6,27           | –1,43    | 4                | –1                     |
|  | Chrześcijańscy Demokraci       | 1828          | –556                 | 3,87           | –1,51    | 2                | –2                     |
|  | Socialdemokraterna             | 17 436        | +1937                | 36,95          | +1,92    | 25               | +3                     |
|  | Vänsterpartiet                 | 2787          | –398                 | 5,91           | –1,29    | 4                | ±0                     |
|  | Miljöpartiet                   | 3718          | +642                 | 7,88           | +0,93    | 5                | +1                     |
|  | Pensionärspartiet i Södertälje | 284           | –1024                | 0,60           | –2,35    | 0                | –2                     |
|  | Sverigedemokraterna            | 3447          | +2473                | 7,31           | +5,10    | 5                | +3                     |
|  | Nationaldemokraterna           | 1628          | –55                  | 3,45           | –0,35    | 2                | ±0                     |
|  | Pozostałe partie               | 720           | +621                 | 1,53           | +1,30    | 0                | –                      |
|  | Razem (frekwencja 74,25%)      | 47 186        |                      | 100,0          |          | 65               | ±0                     |
|  | Źródło: Valmyndigheten (szw.)  |               |                      |                |          |                  |                        |

## Współpraca zagraniczna
Miasta partnerskie gminy Södertälje:
- Struer, Dania
- Sarpsborg, Norwegia
- Forssa, Finlandia
- Parnawa, Estonia
- Angers, Francja